# Senecio subpanduratus
Senecio subpanduratus là một loài thực vật có hoa trong họ Cúc. Loài này được O.Hoffm. miêu tả khoa học đầu tiên năm 1901.